# Меядін
Меяді́н або Ель-Меядін (араб. الميادين) — місто на сході Сирії, розташоване на території мухафази Дейр-ез-Зор.

## Географія
Місто розташоване в центральній частині мухафази, на правому березі Євфрату, за 12 кілометрів нижче за течією від місця впадання в Євфрат річки Хабур. Абсолютна висота — 187 метрів над рівнем моря. 

Меядін розташований на відстані приблизно 40 кілометрів на південний схід від Дейр-ез-Зора, адміністративного центру провінції та на відстані 410 кілометрів на північний схід від Дамаска, столиці країни.

## Демографія
За даними останнього офіційного перепису 1981 року, населення становило 14 966 осіб.
Динаміка чисельності населення міста за роками:
| 1960  | 1970   | 1981   | 2003   | 2012  |
| ----- | ------ | ------ | ------ | ----- |
| 7 167 | 10 083 | 14 966 | 48 922 | 60376 |

## Економіка
Основу економіки міста становить сільськогосподарське виробництво.

## Транспорт
Через Меядін проходить автомагістраль, що з'єднує місто Алеппо з містом Абу-Кемаль, розташованим на кордоні з Іраком. Найближчий аеропорт розташований в місті Дейр-ез-Зор.